# Гурьев, Василий Тимофеевич
Васи́лий Тимофе́евич Гу́рьев (1889—1938) — советский политический и хозяйственный деятель.

## Биография
Карел по национальности, отец — волостной полицейский урядник.
После окончания в 1909 году Петрозаводской мужской учительской семинарии, работал учителем начальных классов в земских школах Олонецкой губернии. В 1911—1913 годах — член Карельского православного братства.
В 1916 году призван в царскую армию, учился в Петроградском юнкерском училище.
После Октябрьской революции вернулся в Олонецкую губернию. В 1918 году был избран делегатом 1-го съезда Советов Повенецкого уезда, председателем Совета. В 1918—1919 годах — председатель Повенецкого уездного исполкома.
В 1919 году, в период англо-американской интервенции, служил комиссаром партизанского отряда.
В 1919 году назначен комиссар продовольствия Олонецкой губернии, избран членом Олонецкого губернского исполнительного комитета. С 1920 года — член Карельского революционного комитета.
В 1921—1922 годах — председатель Экономический Совет Карельской трудовой коммуны (КТК) (КарЭКОСО), представитель правительства Карельской трудовой коммуны при Народном комиссариате РСФСР по делам национальностей, избирался членом ВЦИК. Член КарЦИК (1921―1935).
В 1922—1926 годах — председатель правления «Кареллес», в 1926—1929 годах — председатель Госплана Автономной Карельской ССР.
В дальнейшем работал на ответственных хозяйственных должностях в Автономной Карельской АССР. На день ареста в феврале 1938 года работал начальником управления лесов в управлении лесов наркомзёма Карельской АССР.
Осужден тройкой НКВД Карельской АССР по ст. 58-7-10-11. Расстрелян 26 марта 1938 года в окрестностях Петрозаводска.
Реабилитирован Президиумом Верховного Суда Карельской АССР 20 июня 1956 года.

## Сочинения
- Повенецкий партизанский отряд // За Советскую Карелию. 1918―1920. — Петрозаводск, 1963.